# Dercetisoma nepalica
Dercetisoma nepalica es una especie de insecto coleóptero de la familia Chrysomelidae. Fue descrita en 1998 por Medvedev & Sprecher-Uebersax.